# Kalotaszeg növényzete

## Kalotaszeg növényzete

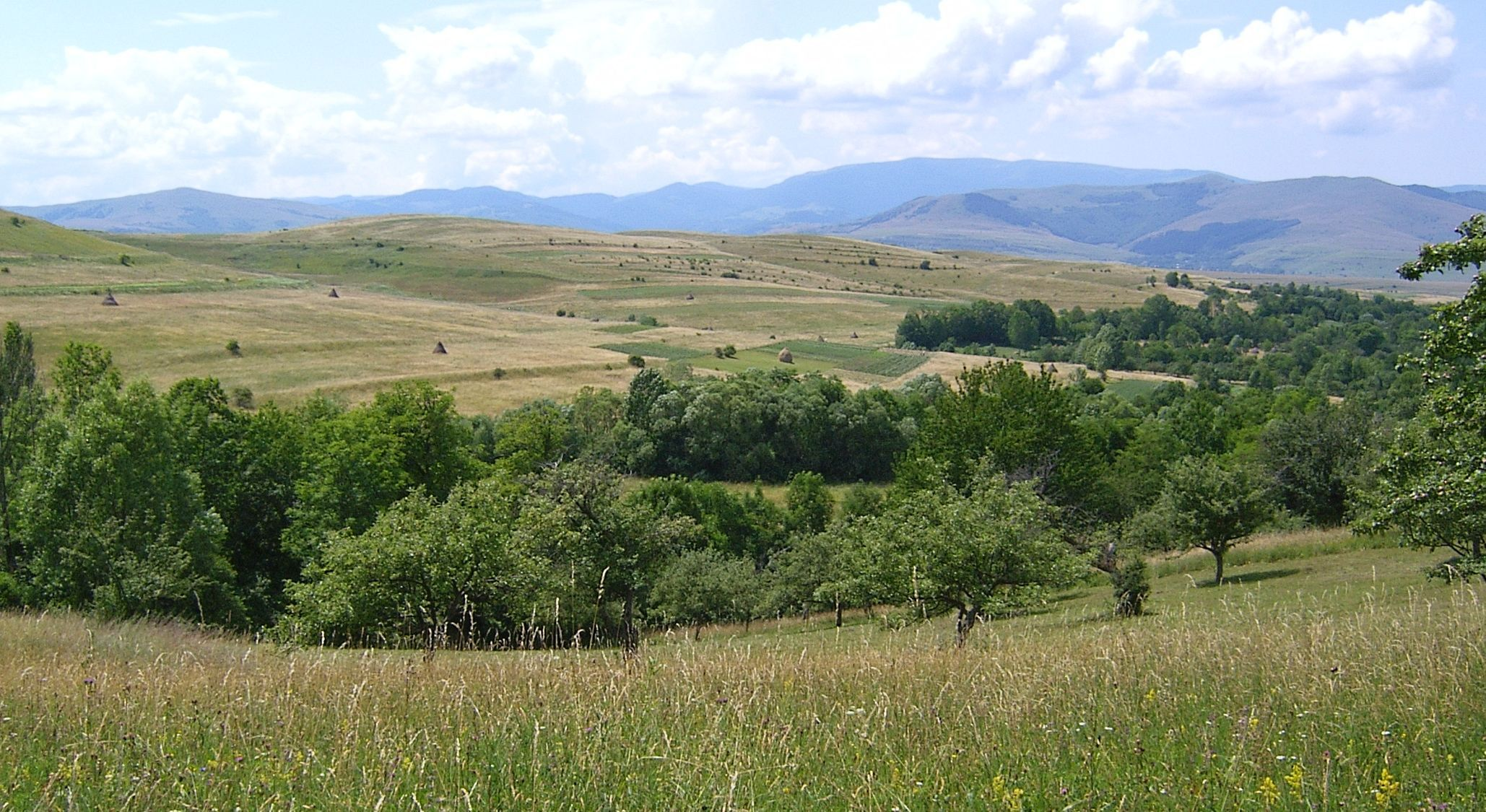
Kalotaszegi táj

„Túlnyomó része egyhangú, kietlen, sőt szomorú föld. Kopasz, köves dombok, esőmosott árkokkal szaggatott hegyoldalak, fátlan sovány kaszálók és legelők, sátés, vizes rétek, kínosan művelt oldalas szánták egyhangú, lehangoló egymásutánja… Majd csodálatosan szép vidék: tölgy és bükkerdő, vad gyütnölesfákkal tarkított virágos, illatos kaszálók, mint ültetett, gondozott angolpark…” (Kós Károly: Kalotaszeg)
Kalotaszeg jelenlegi növénytakarója a harmadidőszak végén bekövetkezett eljegesedési periódusok alatt és főleg után, a negyedidőszakban alakult ki, a természeti tényezők és az ember tájképalakító tevékenységének hatására. Az így kifejlődött növényzet változatossá tette a tájat és biztosította a települések életéhez szükséges táp- és nyersanyagforrások jelentős részét. Napjainkban is az erdők és a rétek erős emberi beavatkozás alatt állnak, de sok helyen a növénytakaró még természet közeli arculatát őrzi.
A Kalotaszegi medence területén hozzávetőleg 750 virágtalan és virágos növényfaj él, melyek közül egyesek csak az Erdélyi-Szigethegységben és a Kárpátokban kialakult és itt előforduló ún. kárpáti bennszülött növényfajok, mások ritka. kipusztulással veszélyeztetett növények,  melyek kiemelkedő botanikai értékeket képviselnek

### Erdők

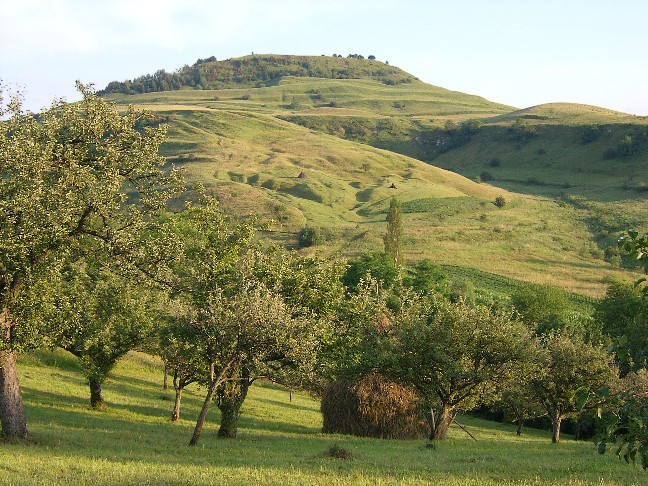
Kalotaszegi gyümölcsös

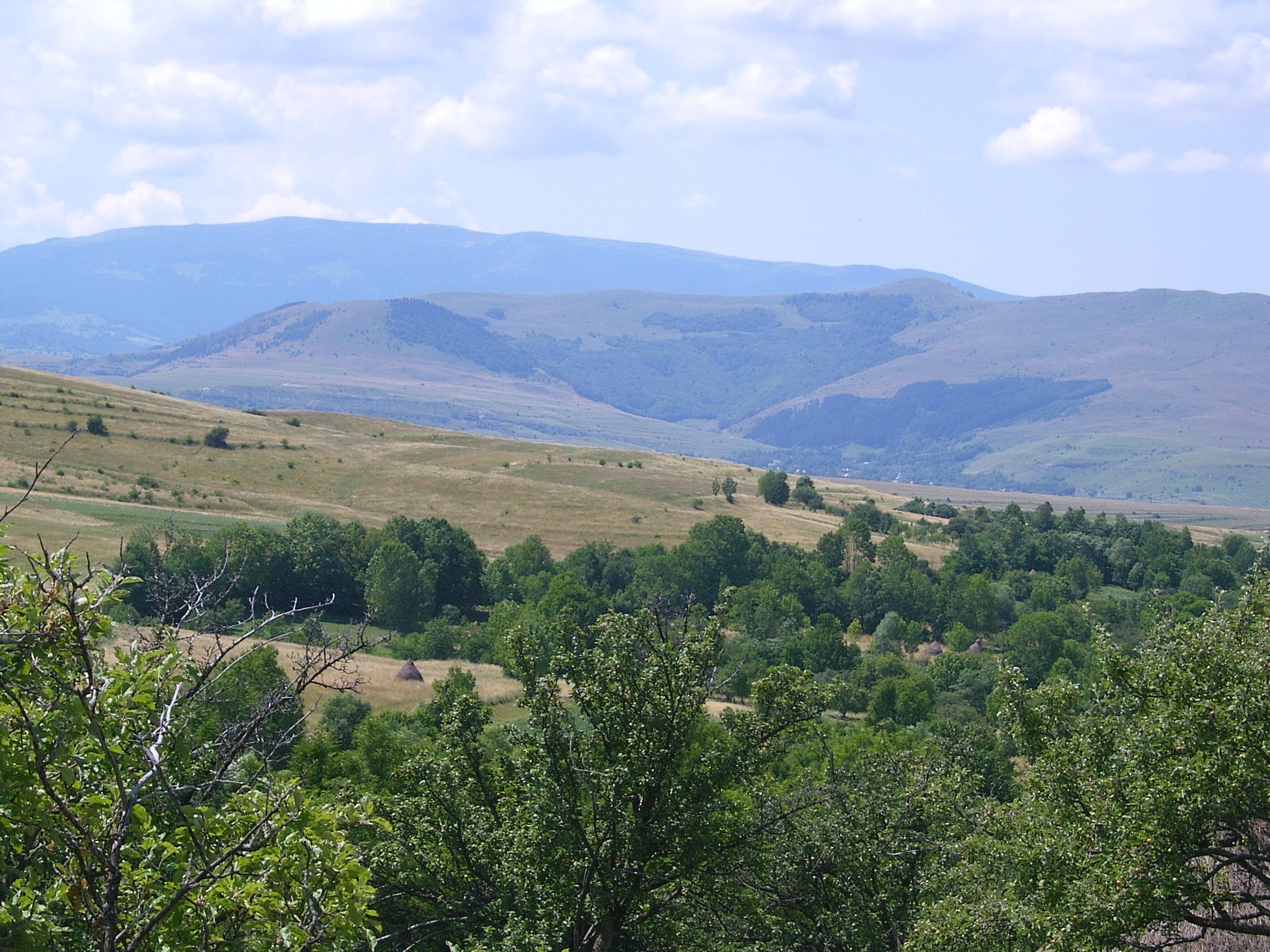
Felszegi táj

Az emberek megjelenése előtt Kalotaszeg uralkodó természetes növény együttesei az erdők voltak. A tájegység éghajlati és talajviszonyai között a bükk- és tölgyerdők alkották a természetes növénytakarót.
A több évszázadra visszatekintő emberi tevékenység hatására viszont az erdők fokozatosan visszaszorultak és napjainkra helyüket mezőgazdasági területek, legelőknek és kaszálóknak használt gyepek váltották fel.
Összefüggő luc fenyvesek ma már csak Kalotaszeg délnyugati, hegyvidéki részein találhatók, itt is csak a meredekebb lejtőkön maradtak fenn. Helyi érdekesség hogy a Kalotaszegi medence több részén a lucosok nagyon alacsonyra ereszkedtek, helyenként 600 méterrel a tengerszint fölé, a bükk-, és tölgyerdők alá is. Az ilyen luc fenyveseknek ma már csak maradványaival találkozhatunk Magyargyerőmonostor, Nyárszó, Kalotaszentkirály, Magyarókereke és Magyarvalkó környékén.
Kalotaszeg délnyugati részét a bükkösök uralták, de a luc fenyvesek mellett ezek az erdők szenvedtek leginkább az erdőkitermelés következtében. A bükkösök visszaszorultak, az északi lejtők, hűvösebb mikroklímájú, 700-800 méter magasságú domboldalaira. Maradványaikkal találkozhatunk: Körösfő határában a „Borzikában”, Körösfő és Kalotanádas között az „Ordománvos” nevű helyen, a Riszeg-tető sztánai vasútállomás felé eső oldalában. A Kalotaszentkirály-Zentelke és Magyarókereke határában emelkedő Kőhegy északi lejtőin, a tiszta bükkösök mellett a hegyvidéki jegenyefenyős-bükkösök fragmentumai is megjelennek.
A bükkösök kora tavaszi lombfakadás előtt nagyon jellegzetesek és szépek, köszönhetően a február végén –márciusban virágzó kora tavaszi növényeknek, melyek közül a hóvirág (Galanthus nivalis), tavaszi tőzike (Leucojum vernum), májvirág (Hepatica nobilis) és csillagvirág (Scilla bifolia) a legismertebbek. A levelek kifejlődése és a lombkorona záródása után a bükkös belsejébe kevés fény szűrődik, ezért a nyári hónapokban aljnövényzete nagyon szegényes. Ennek ellenére a bükkösök aljnövényzetében megtalálhatóak a következő kárpáti növényfajok: ikrás fogasír (Dentaria glandulosa), szívlevelű nadálytő (Syimphytum cordatum), piros tüdőfű (Pulmonaria rubra), moldvai sisakvirág (Aconitum moldavicum). A Ríszeg-tető oldalában húzódó melegkedvelő, meszes talajú bükkösökben május folyamán nyílnak a szép orchideák: a fehér madársisak (Cphalantera alba), madárfészek orchidea (Neottia nidus-avis) és a Boldogasszony papucsa (Cypripedium calceolus). Körösfő és Kalotaszentkirály környékének tiszta- és vegyes bükköseiben fordul elő a turbánliliom (Lilium martagon). A liliomfélék családjába tartozó erdei növény június–júliusban virágzik, 30–100 cm magas szárán akár 30 virág is fejlődhet.
A tiszta bükkösök 700 méter magasság alatt, gyertyános-bükkösökbe, tölgyes-bükkösökbe, gyertyános-tölgyesekbe majd tiszta tölgyesekbe mennek át. Ezek a vegyes lombhullató erdők is valamikor sokkal elterjedtebbek voltak, napjainkban azonban Kalotaszeg északi részén húzódó 700 méter alatti domboldalakra és a Kőhegy lejtőire szorultak vissza.
Az egykori gyertyános-kocsányos tölgyesek maradványaival találkozhatunk Körösfő, Sárvásár, Nyárszó, Sztána határában, A melegkedvelő csertölgy (Quercus cerris) Magyarbikal és Bánffyhunyad közötti gerincen Sztána felé, majd tovább Sztána és Inaktelke irányába található meg, Kalotaszeg északi területein. 
A száraz tölgyesek napsütötte erdőfoltjainak avarrétegéből májusban a 10–15 cm magas kárpáti- vagy erdei nőszirom (Iris ruthenica) virágai kandikálnak ki. Az árnyékos erdőszéleken a réti margitvirág (Leucanthemum vulgare) és májusi gyöngyvirág (Convallaria majalis) virágaiban gyönyörködhetünk.

### Gyepek

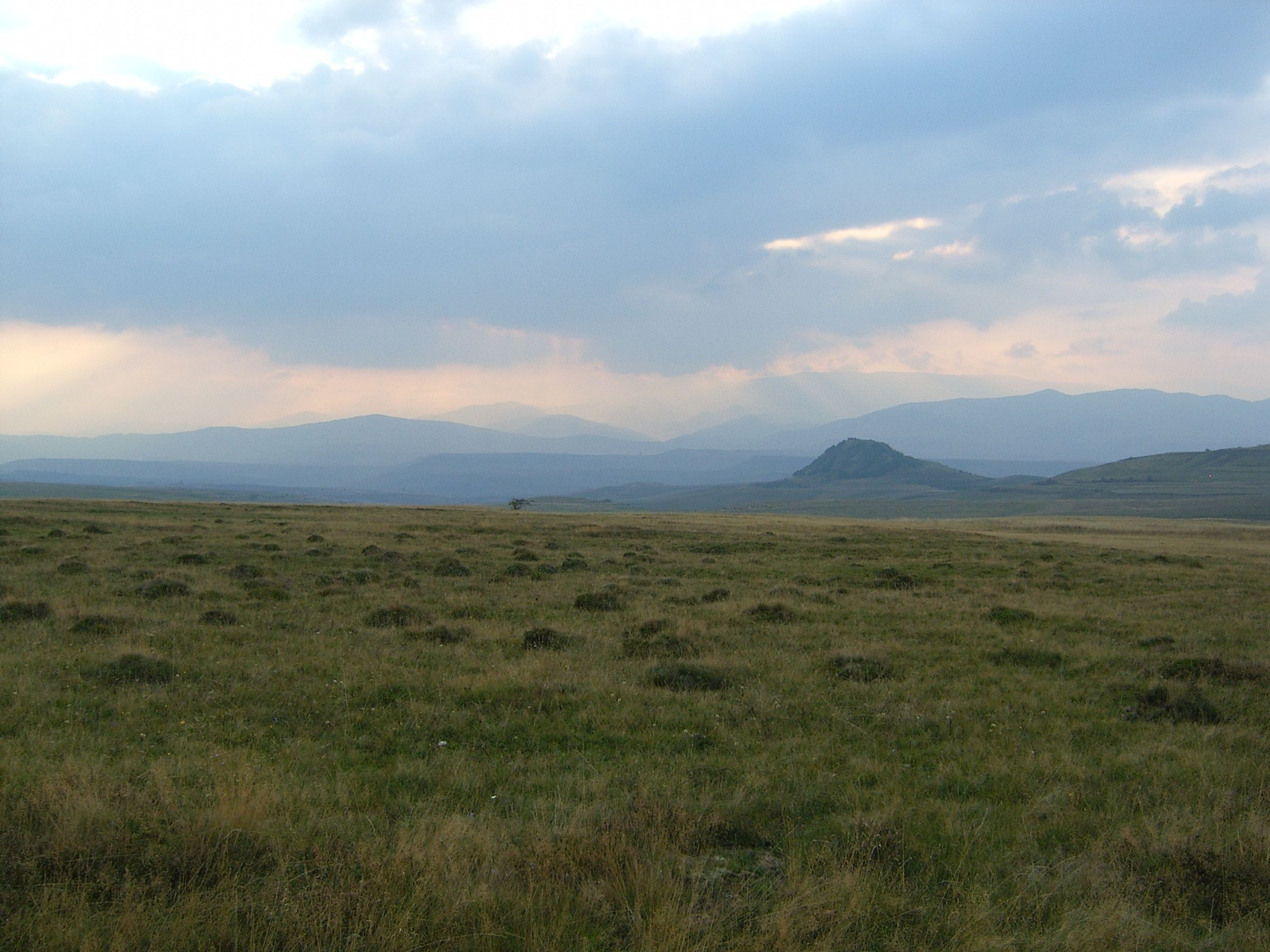
Kalotaszegi rét

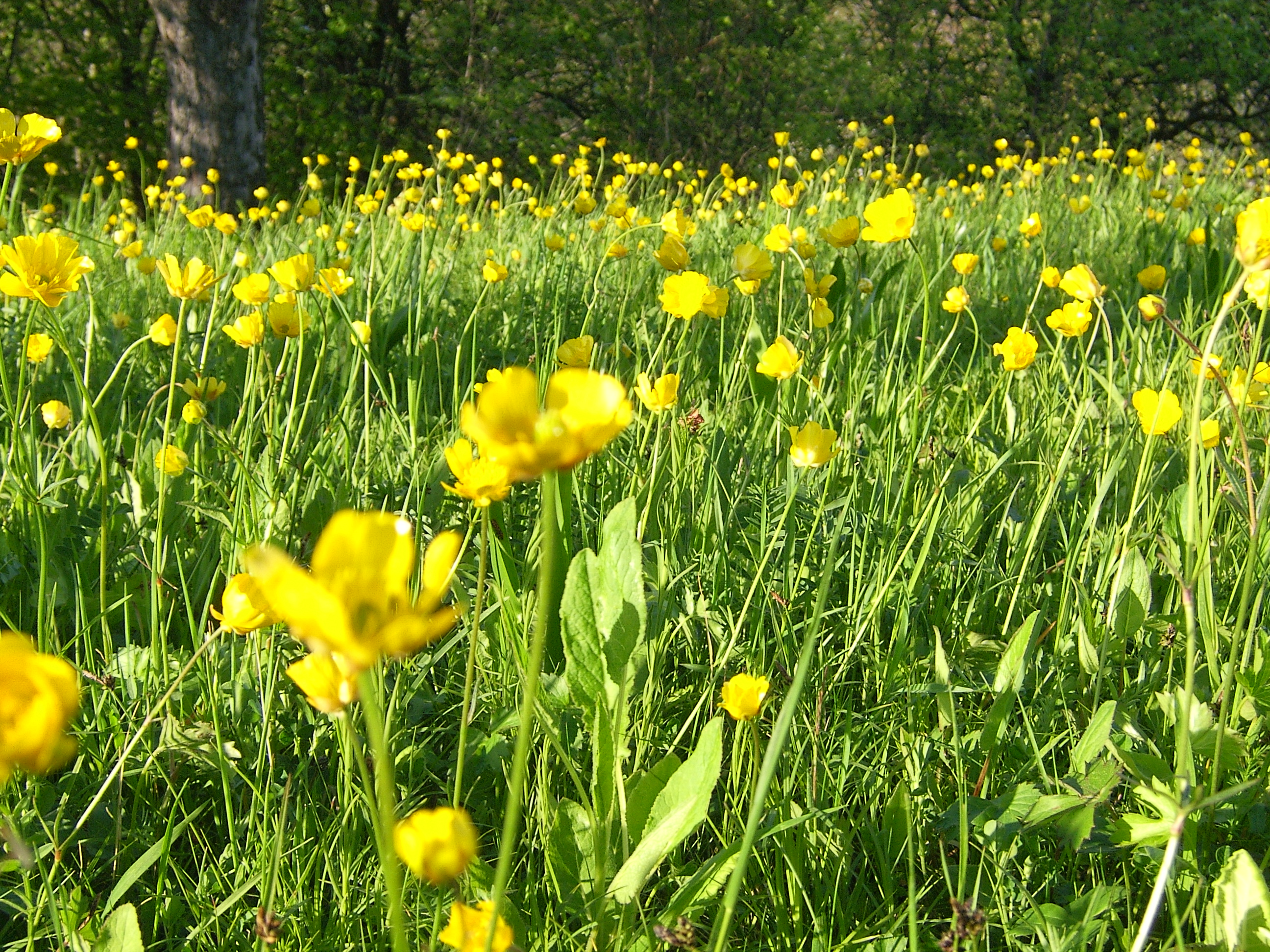
Magyarvalkói gólyahír mező

Az egykori erdők területén kialakult, kiterjedt területeket borító összefüggő füves növényzet igen változatos: a Kalotaszegi medence északi részen kialakult száraz pusztai rétektől, a közepes vízellátottságú hegyvidéki réteken keresztül a nedves rétekig. 
A Riszeg-tető és környékének napsütötte domboldalait borító száraz- és félszáraz gyepek teljes színpompájában május–júniusban gyönyörködhetünk. A számos fűfélén kívül ekkor virágzik a Joó-féle árvácska vagy rózsaszínű ibolya (Viola jooi) és az erdélyi hangyabogáncs (Jurinea transsilvanica), tarka kosbor (Orchis tridentata), vitéz kosbor (Orchis militaris), agár kosbor (Orchis morio), tavaszi hérics (Adonis vernalis), nagyezerjófű (Dictamnus albus), gyászvirág (Centaurea atropupurea), apró nőszirom (Iris pumila), henye boroszlán vagy riszegvirág (Daphne cneorum).
Ez utóbbi növényfajt joggal tekinthetjük Kalotaszeg, de különösen Körösfő és környékének jelképeként. Elterjedt népi elnevezése „ríszegvirág” bódító illatára utal. Az örökzöld törpecserje földön elterülő ágai 10–25 cm magas jól elkülönülő bokrokat alkotnak. Elénk-rózsaszínű. apró virágai rendkívül illatosak. Április végi, májusi virágzáskor a Riszeg-tetőt a növény rózsaszín „szőnyegei” borítják. Veszélyeztetett növények közé tartozik.
A hegyvidéki réteken gyakori a tavasszal virágzó kárpáti sáfrány (Crocus heuffelianus) és az ősszel pompázó őszi kikerics (Colchicum autumnale).

### Lápok
A lecsapolástól megmenekült és ma is létező nedves rétek és lápok különös botanikai értékeket rejtegető élőhelyek és emiatt természetvédelmi jelentőségük kiemelkedő. Legértékesebbek a vastag tőzegmoharéteget tartalmazó dagadó- vagy fellápok. Kalotaszegen kevés ilyen láptípus ismeretes, ezek is a déli, hegyvidéki részeken találhatóak: a Kiskalota melletti 916 m magasan fekvő keleceli Mohos, a magyarvalkói határhoz tartozó Lágyas, mely a Kalota és Rișca patakok 1020 méteres magas vízválasztóján helyezkedik el, valamint a rișcai Rekettyés és a Kalotaújfalu melletti Paprétje.
Olyan értékes növényfajokkal találkozhatunk ezeken a területeken, mint a jégkorszakot átvészelt jégkori maradványoknak minősített hüvelyes gyapjúsással (Eriophorum vaginatum), tőzegrozmaringgal (Andromeda polifólia), tőzegkákával (Rhynchospora alba) és kereklevelű harmatfűvel (Drosera rotundifolia).
A Körösfő melletti, 742 méter magasan fekvő Les Tetőn fennmaradt lápfoltról jelezték a múltban a ritka, szintén jégkorszaki maradványfajt, a tőzegepret (Comarum palustre), de napjainkra, úgy tűnik, hogy kipusztult, míg az ugyancsak ritkaságszámba menő jogaras kakastaréj (Pedicularis sceptrum-carolinum) még virít Magyarvalkó határában, a Papréten, az egyetlen szigethegységi termőhelyén.
A növényvilág hozzátartozik a kalotaszegi lakosság nemcsak mindennapi életéhez, hanem kultúrájához is. A növényi motívumok nagy formagazdagsága és változatossága jelen van a magas színvonalú népművészeti alkotásokon és a díszítőművészetben.

## Képgaléria

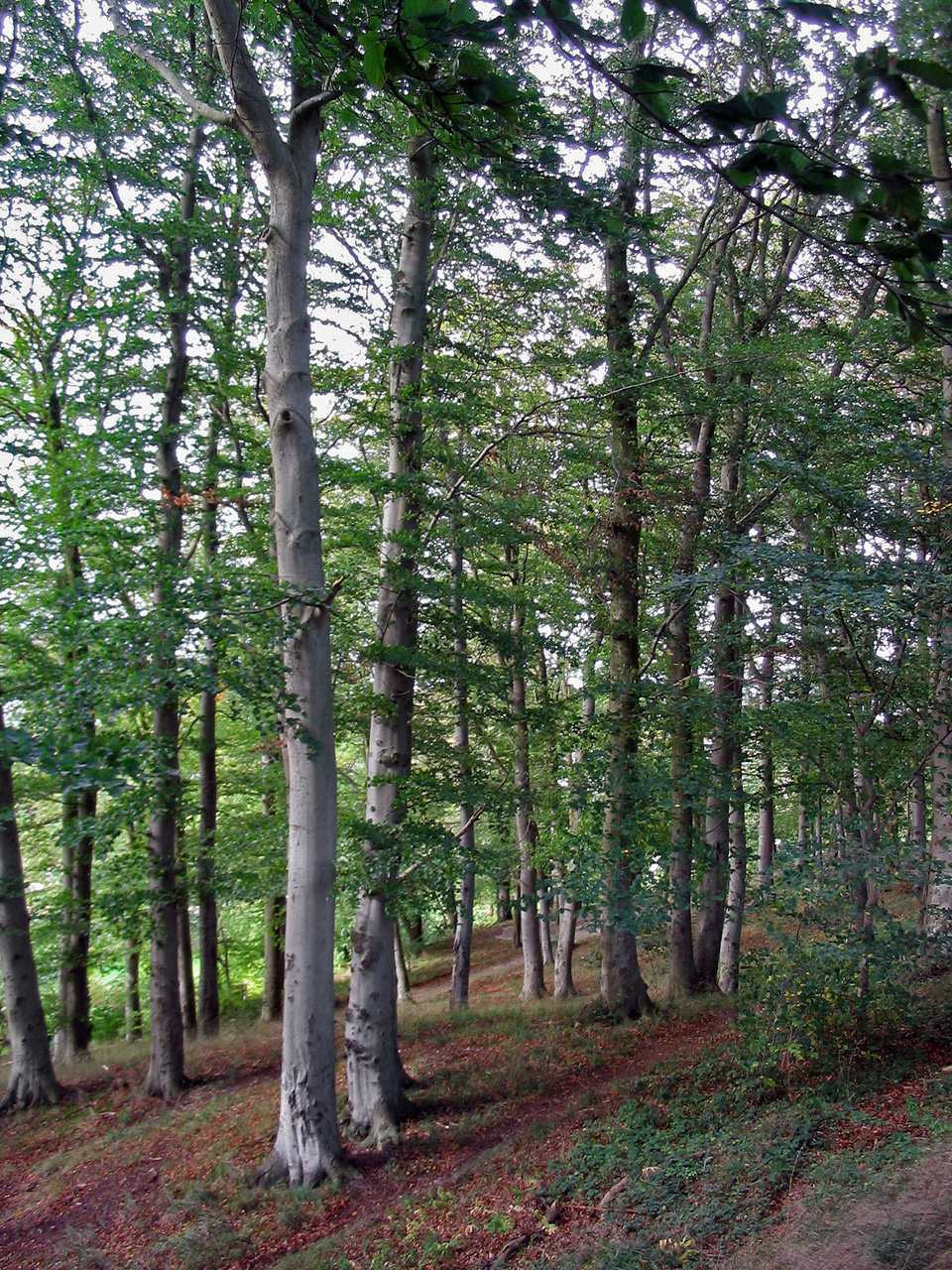
bükkerdő
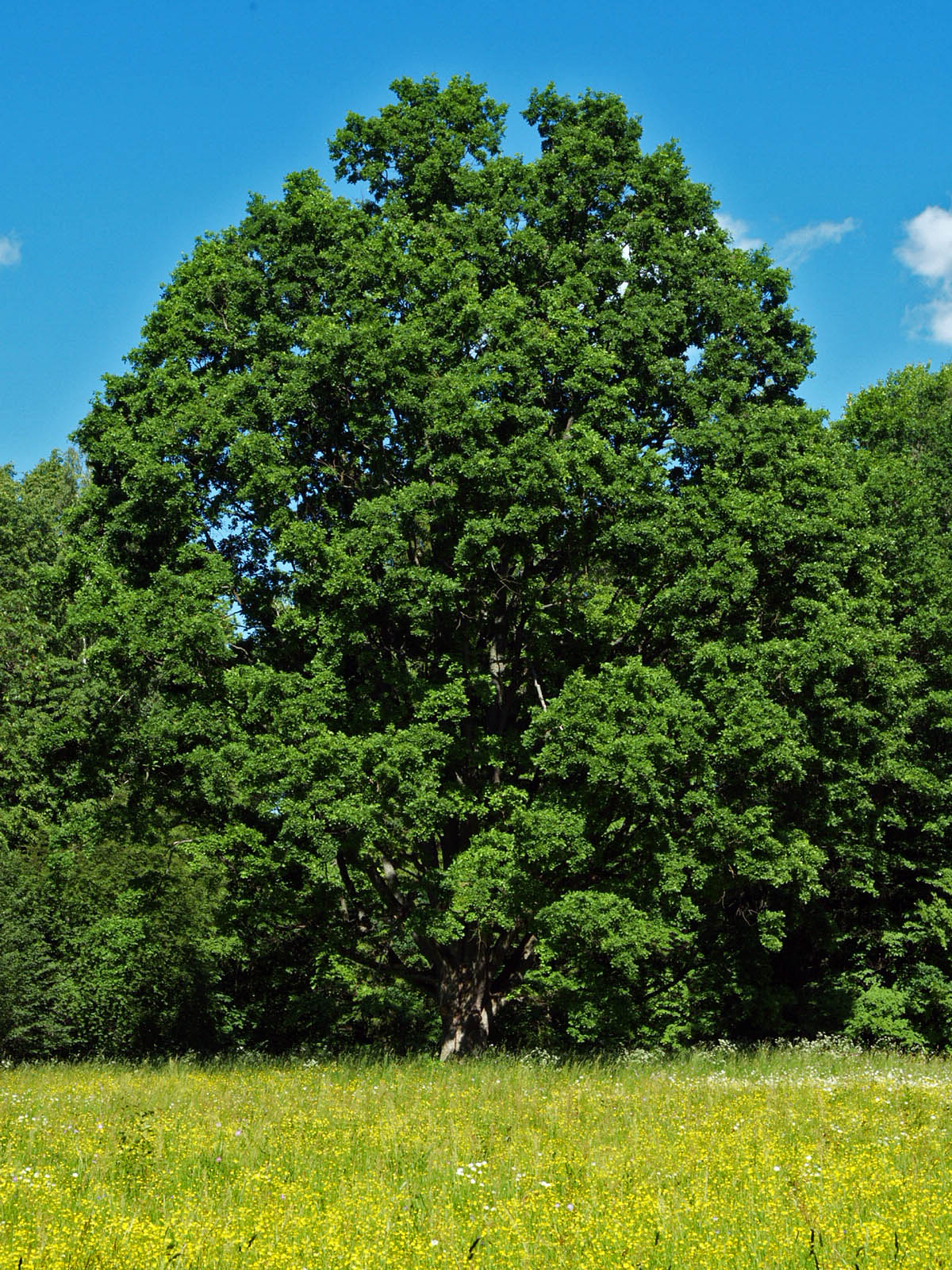
magányos tölgy
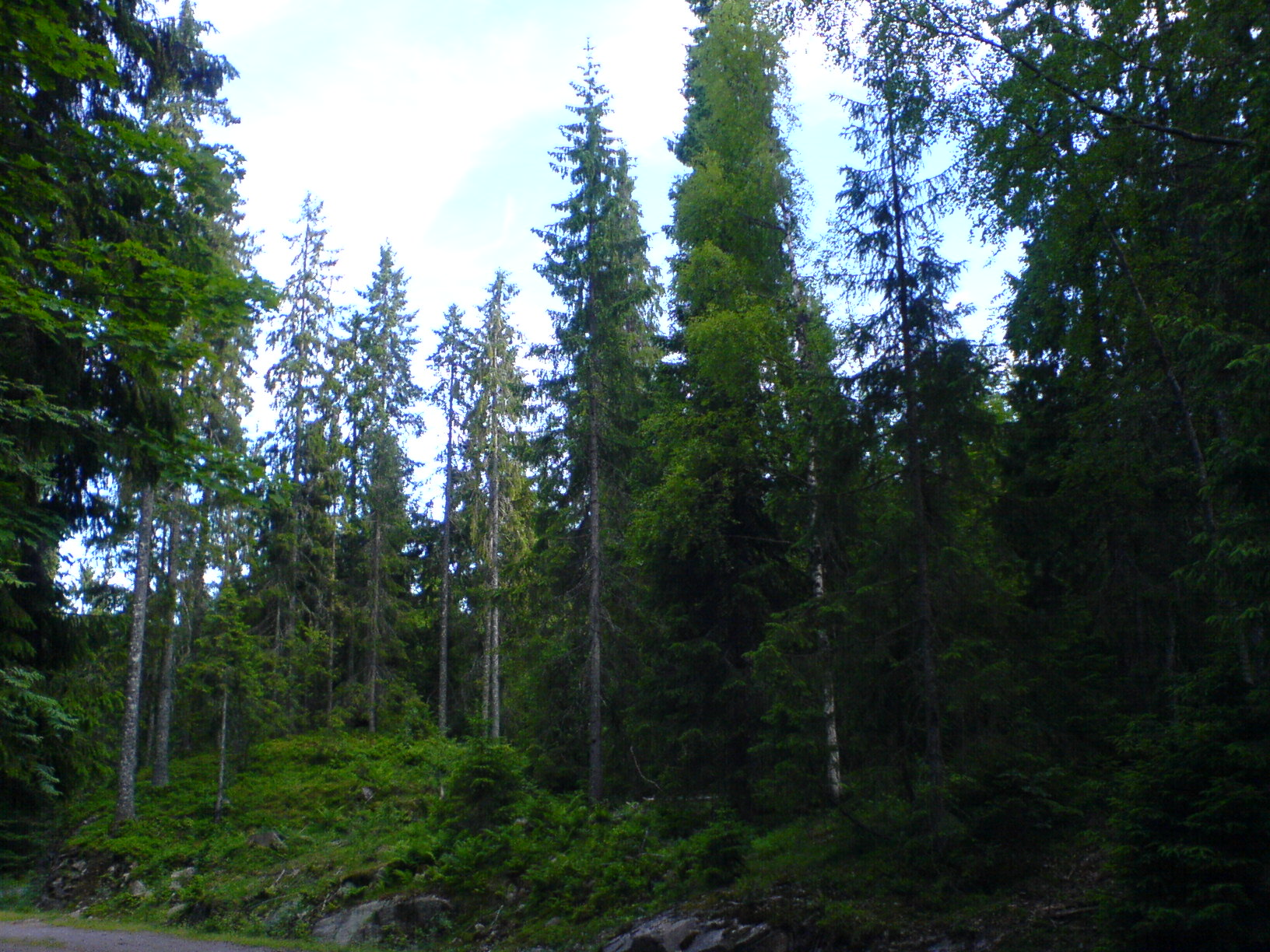
lucfenyves
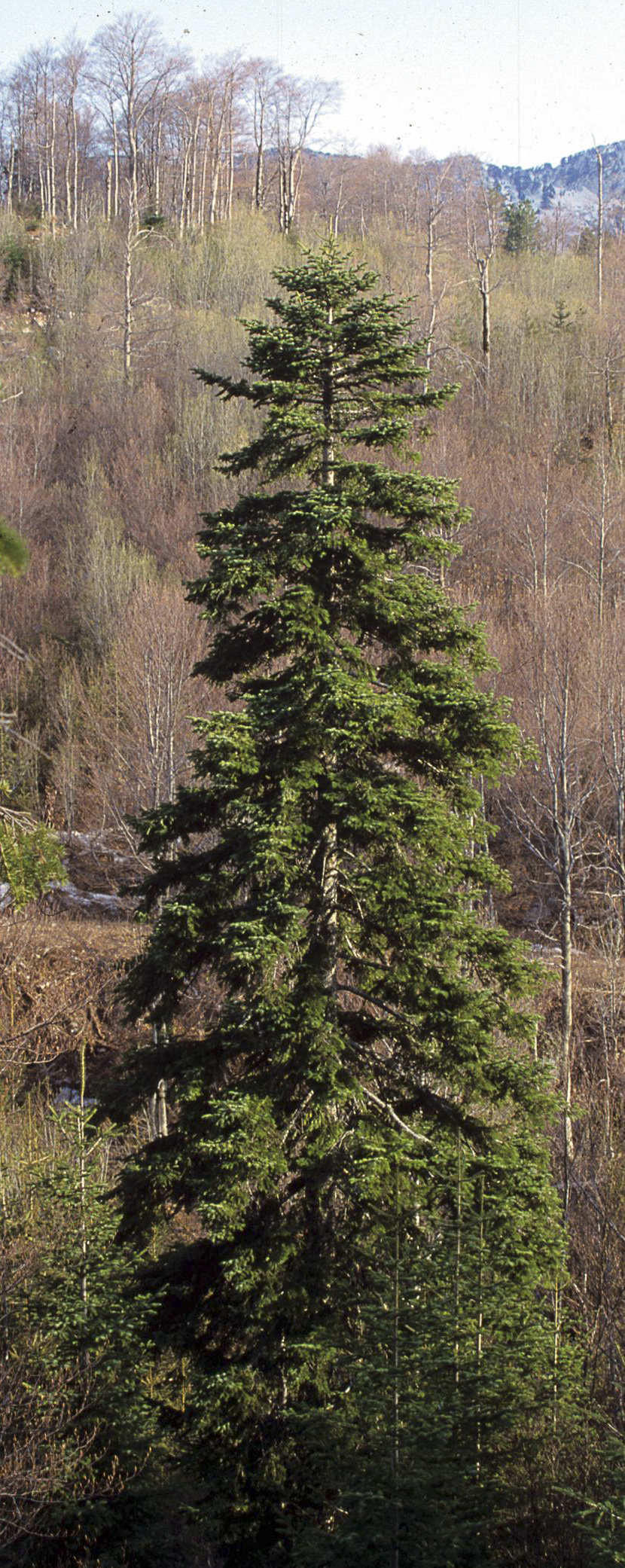
magányos jegenyefenyő
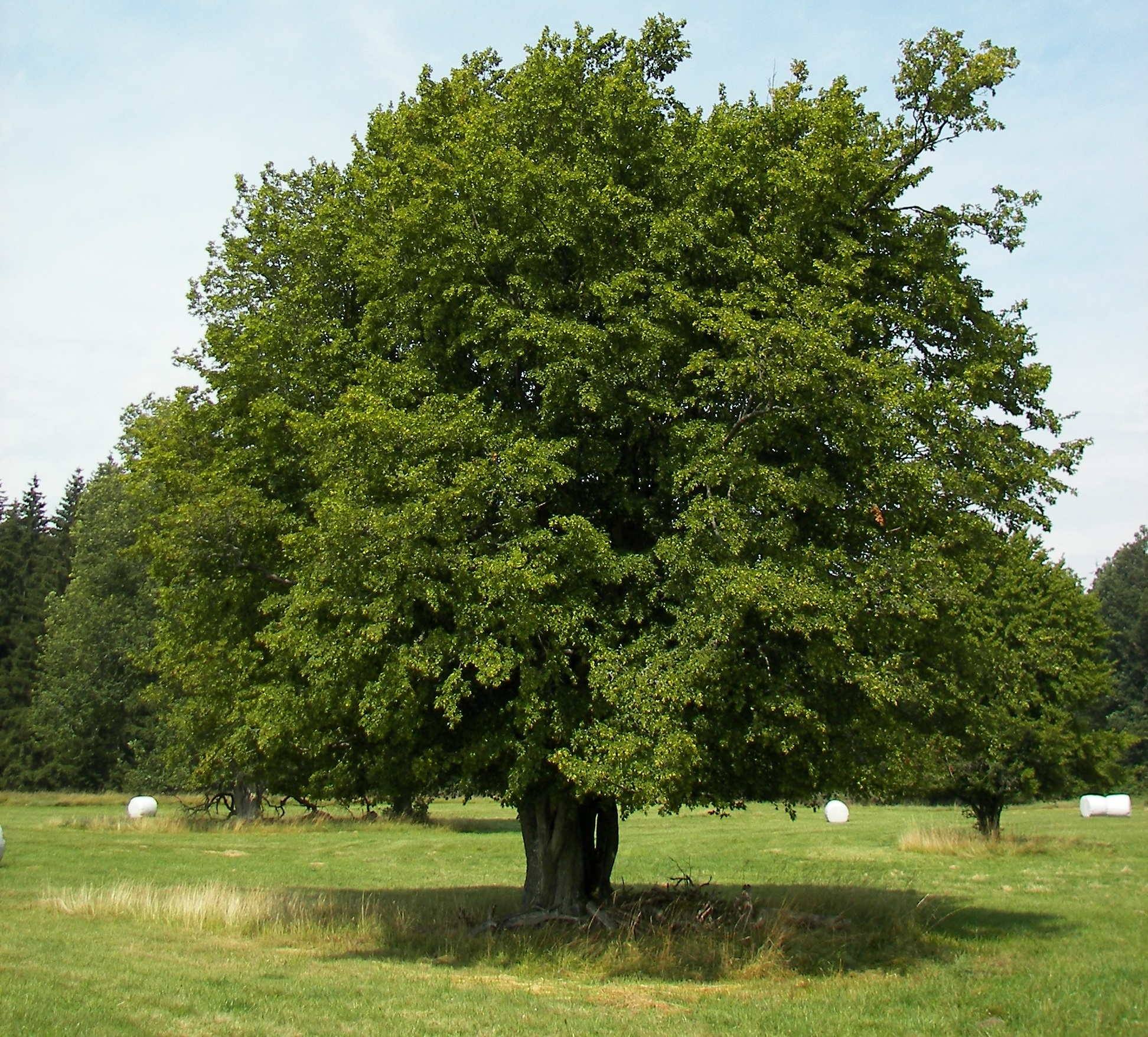
gyertyán fa
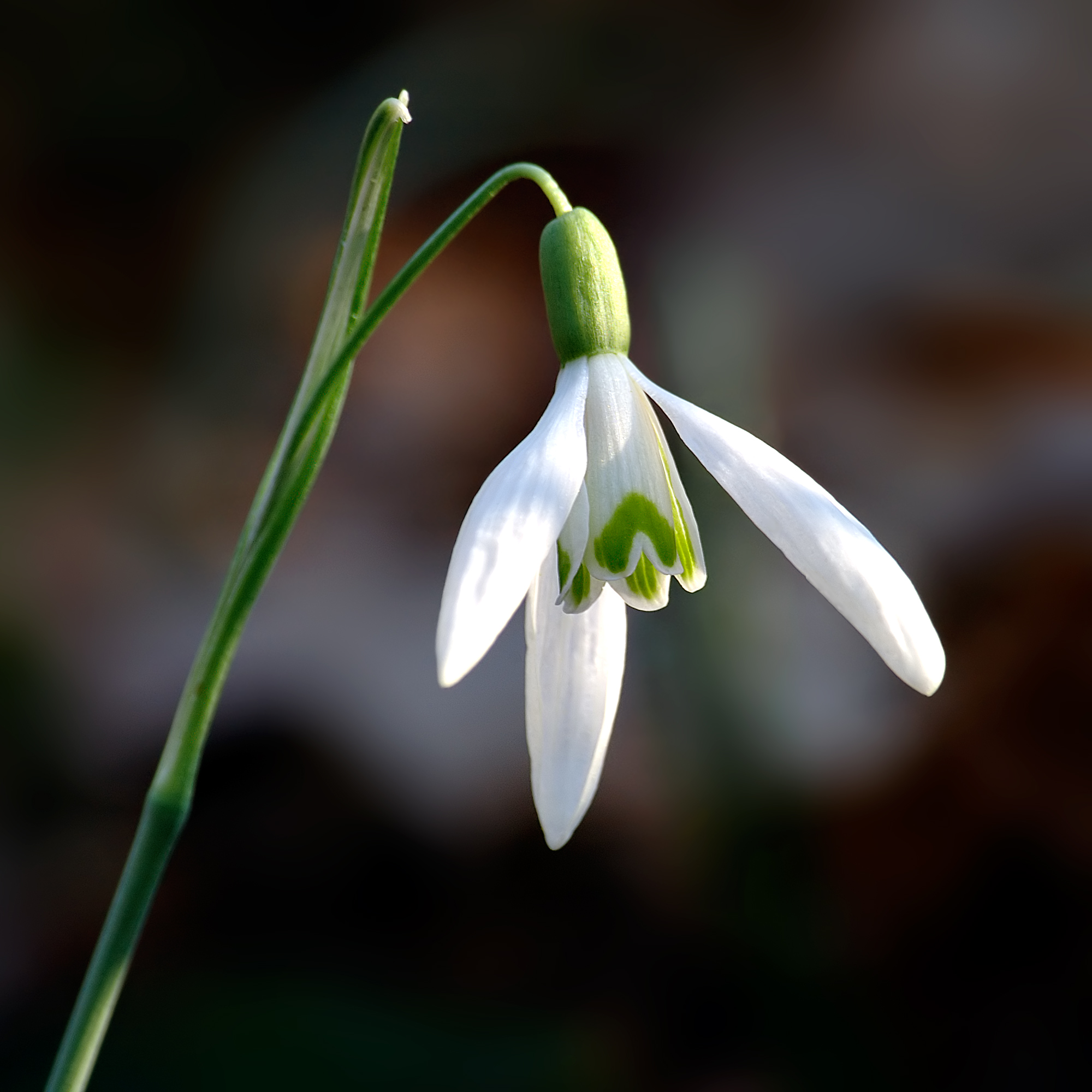
hóvirág
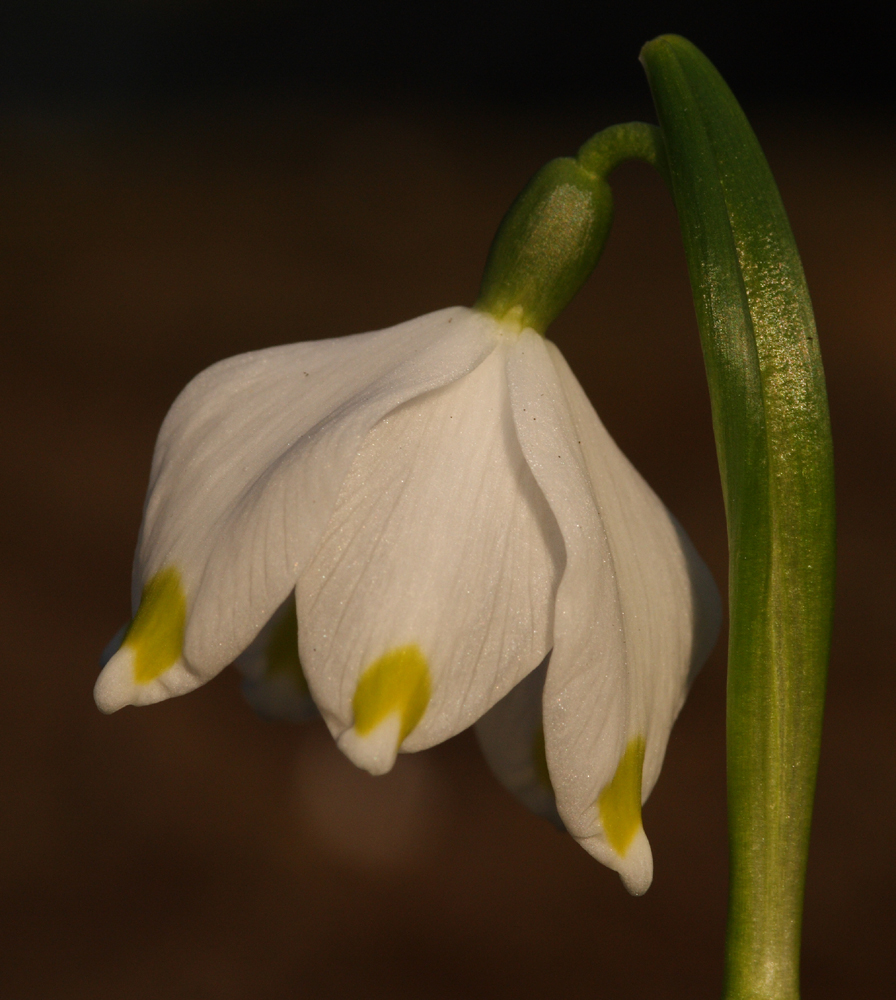
tavaszi tőzike
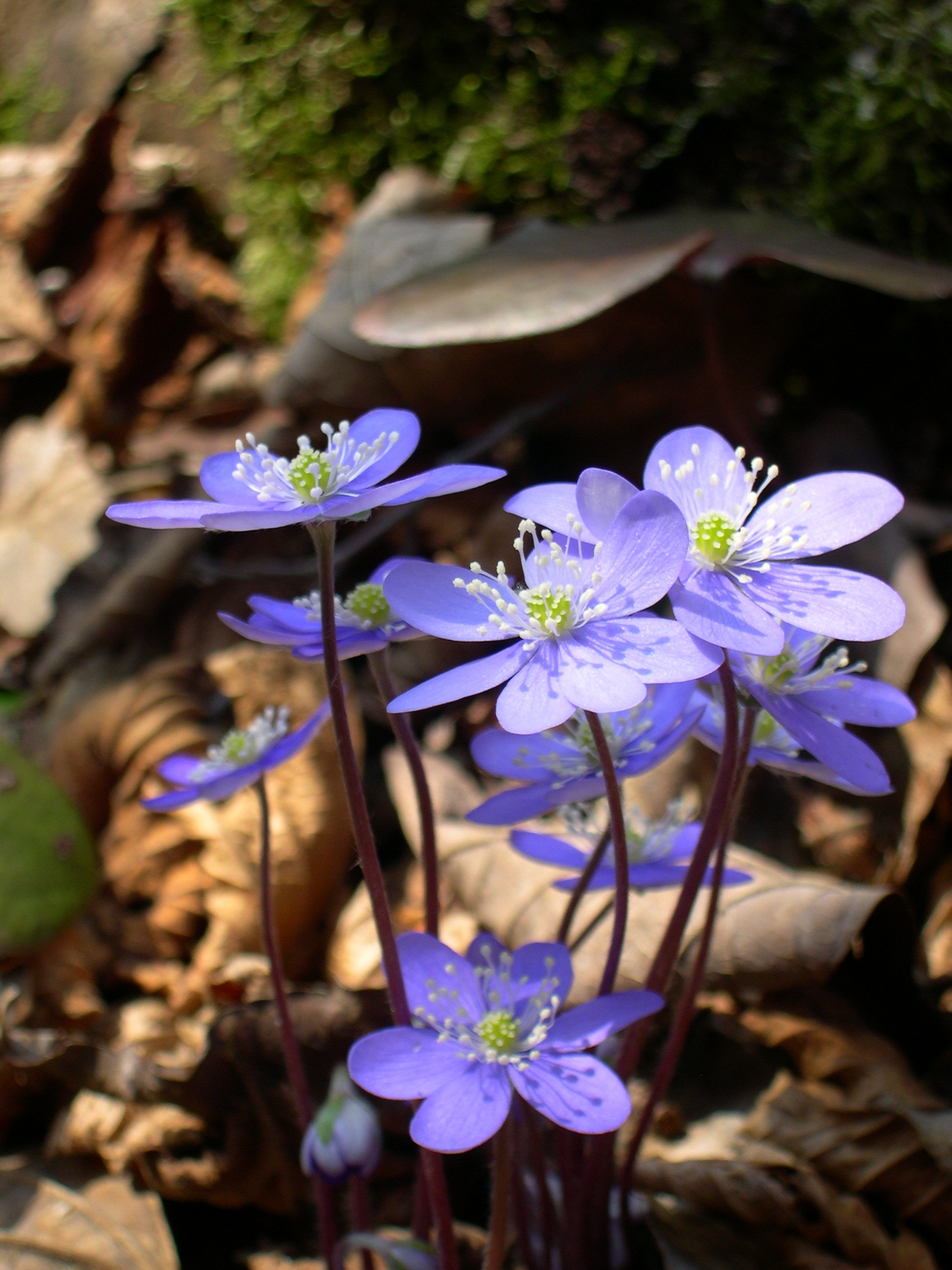
májvirág
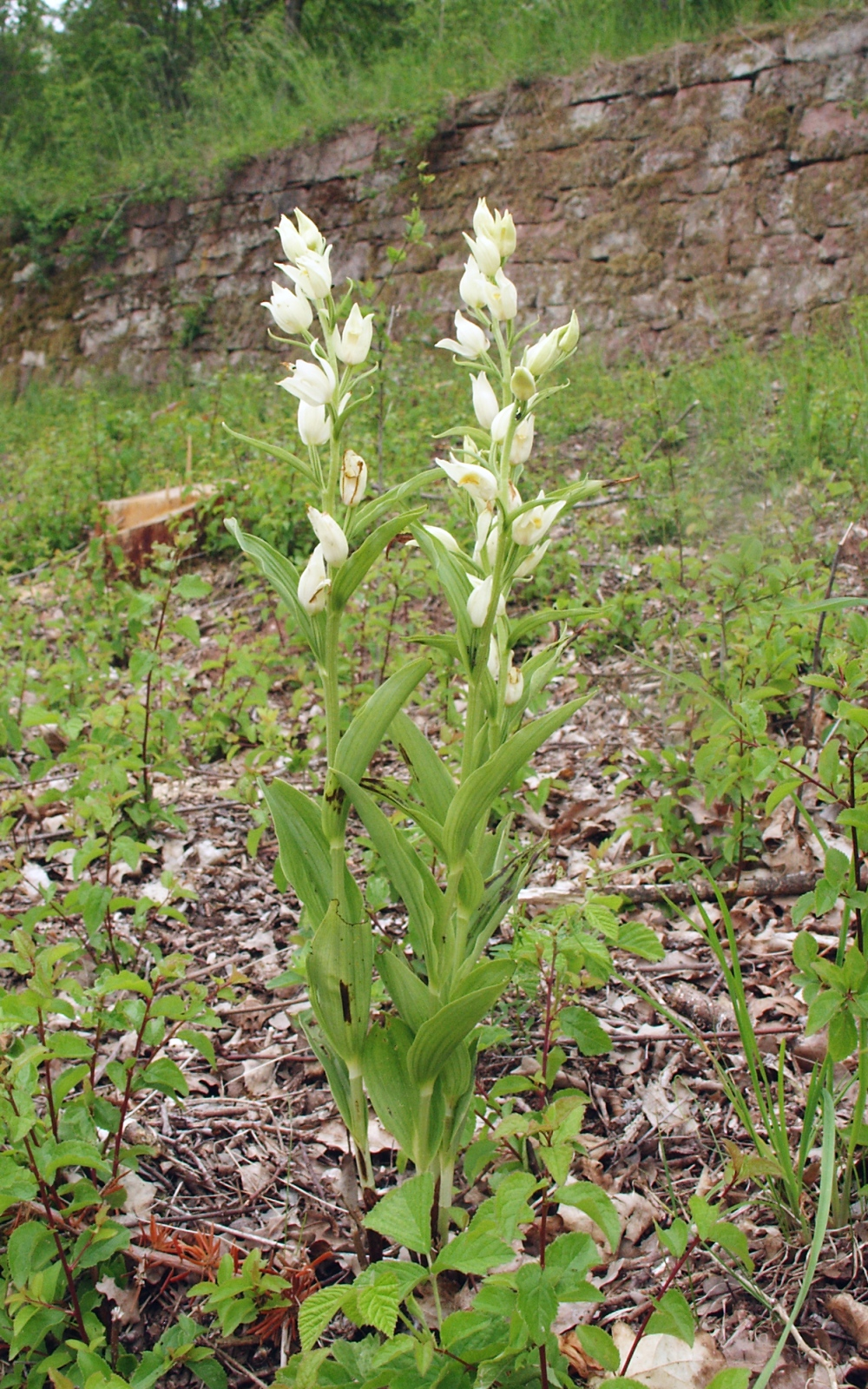
fehér madársisak
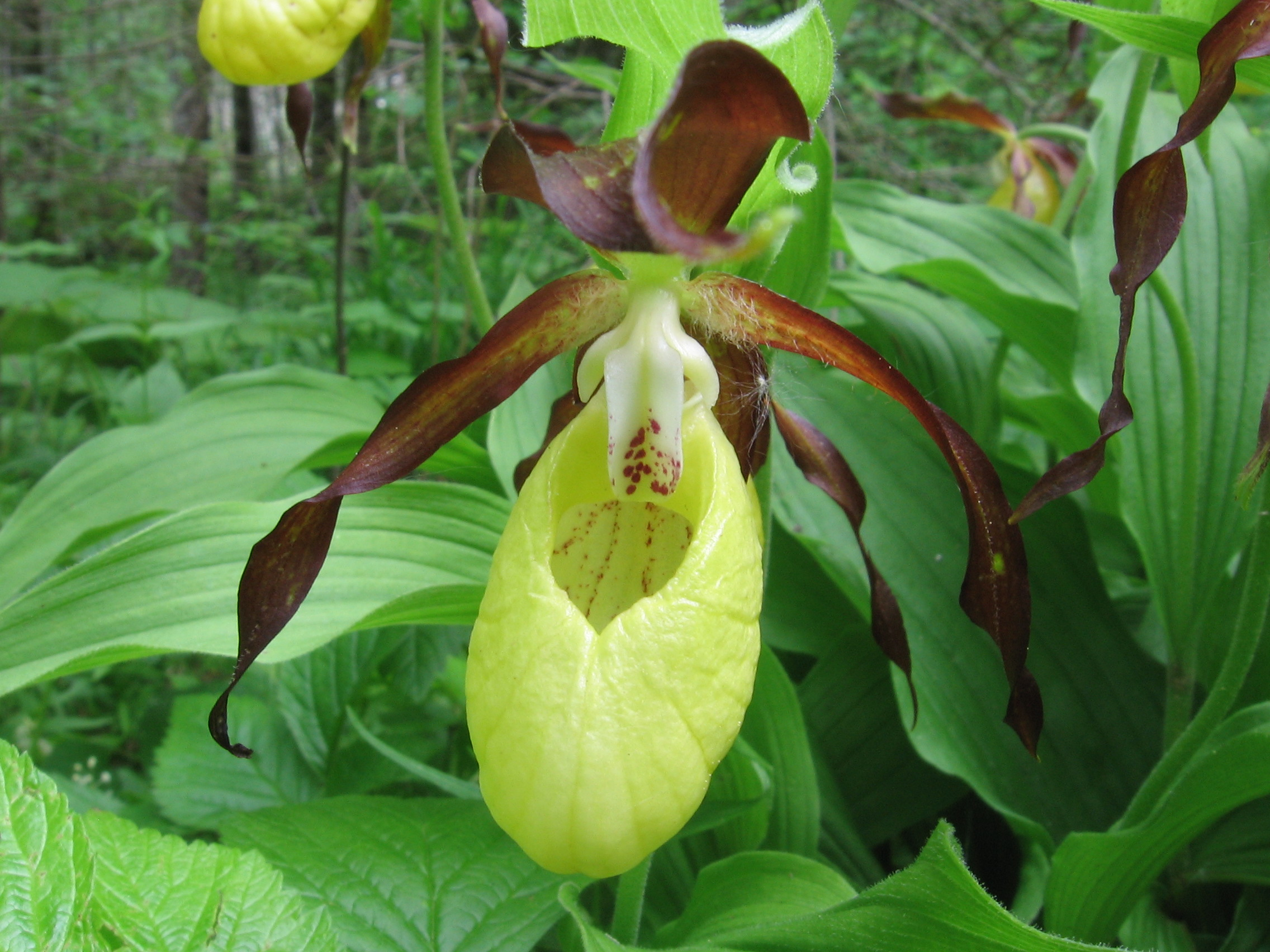
Boldogasszony papucsa
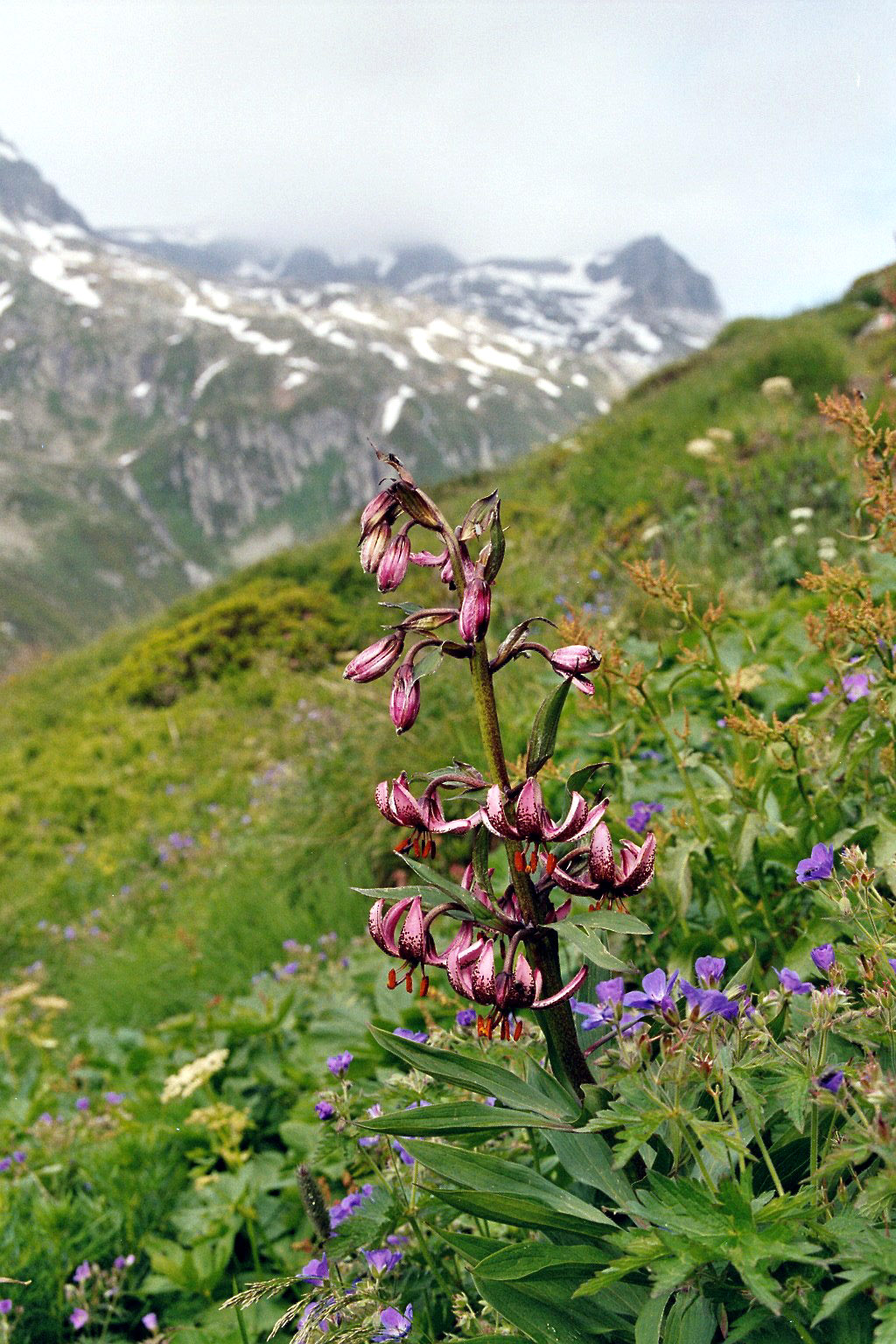
turbán liliom
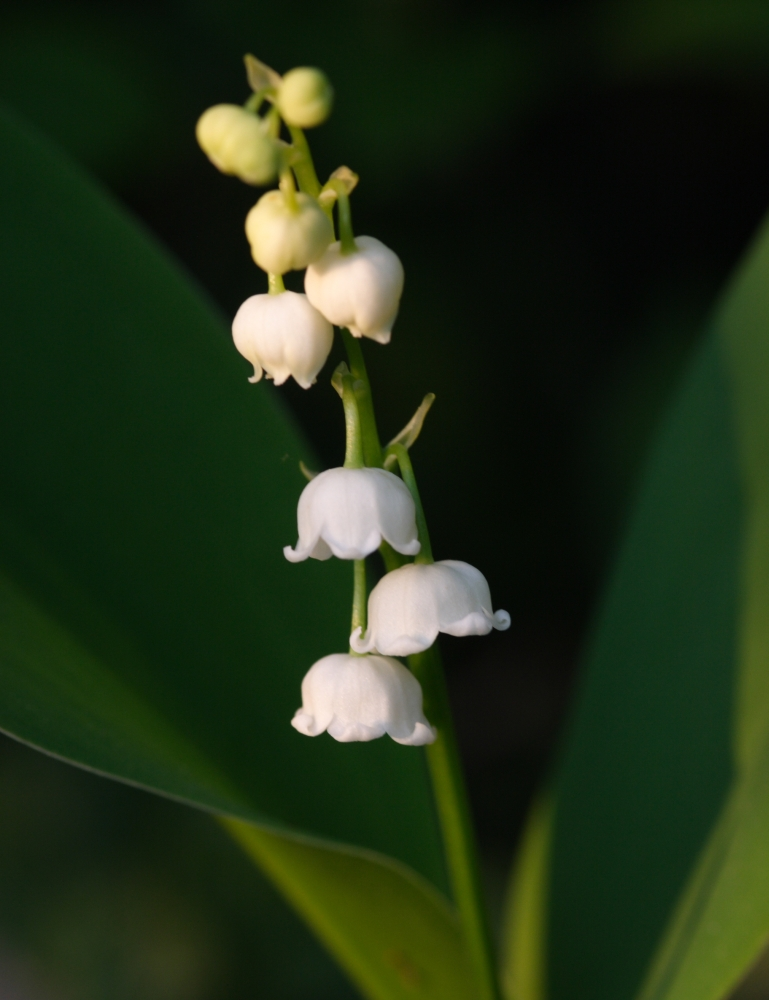
gyöngyvirág
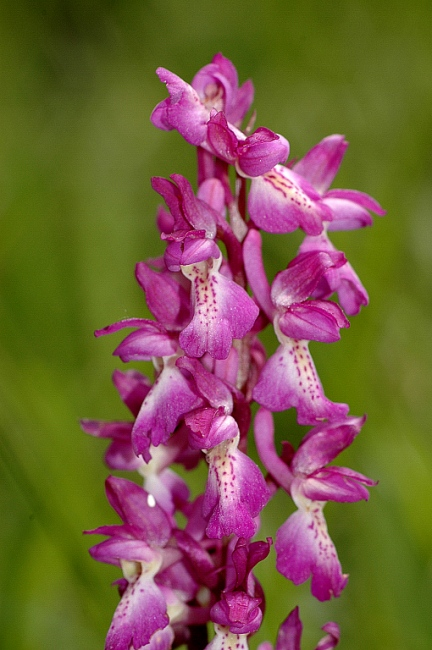
kosbor
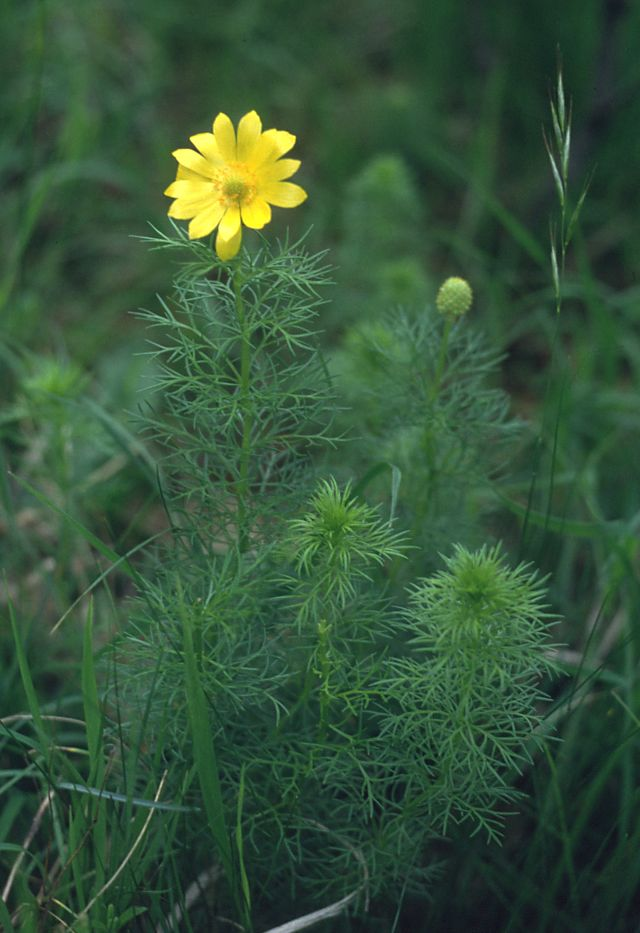
hérics
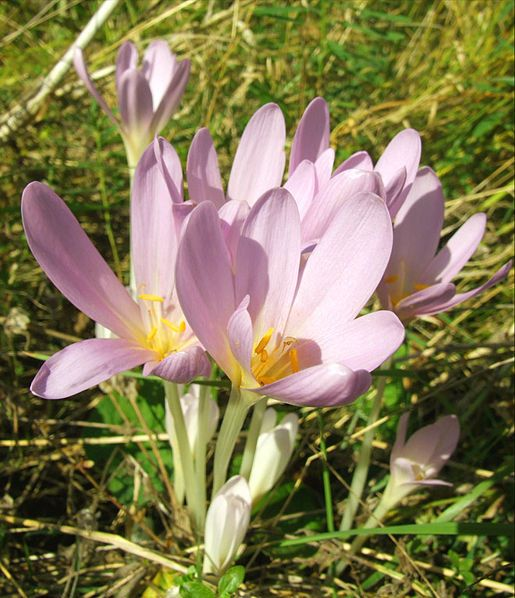
őszi kikerics
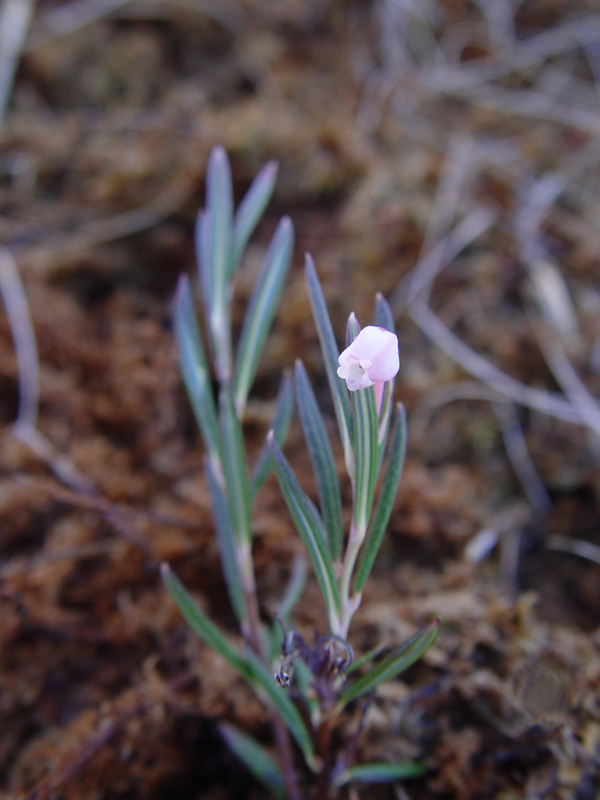
tőzegrozmaring
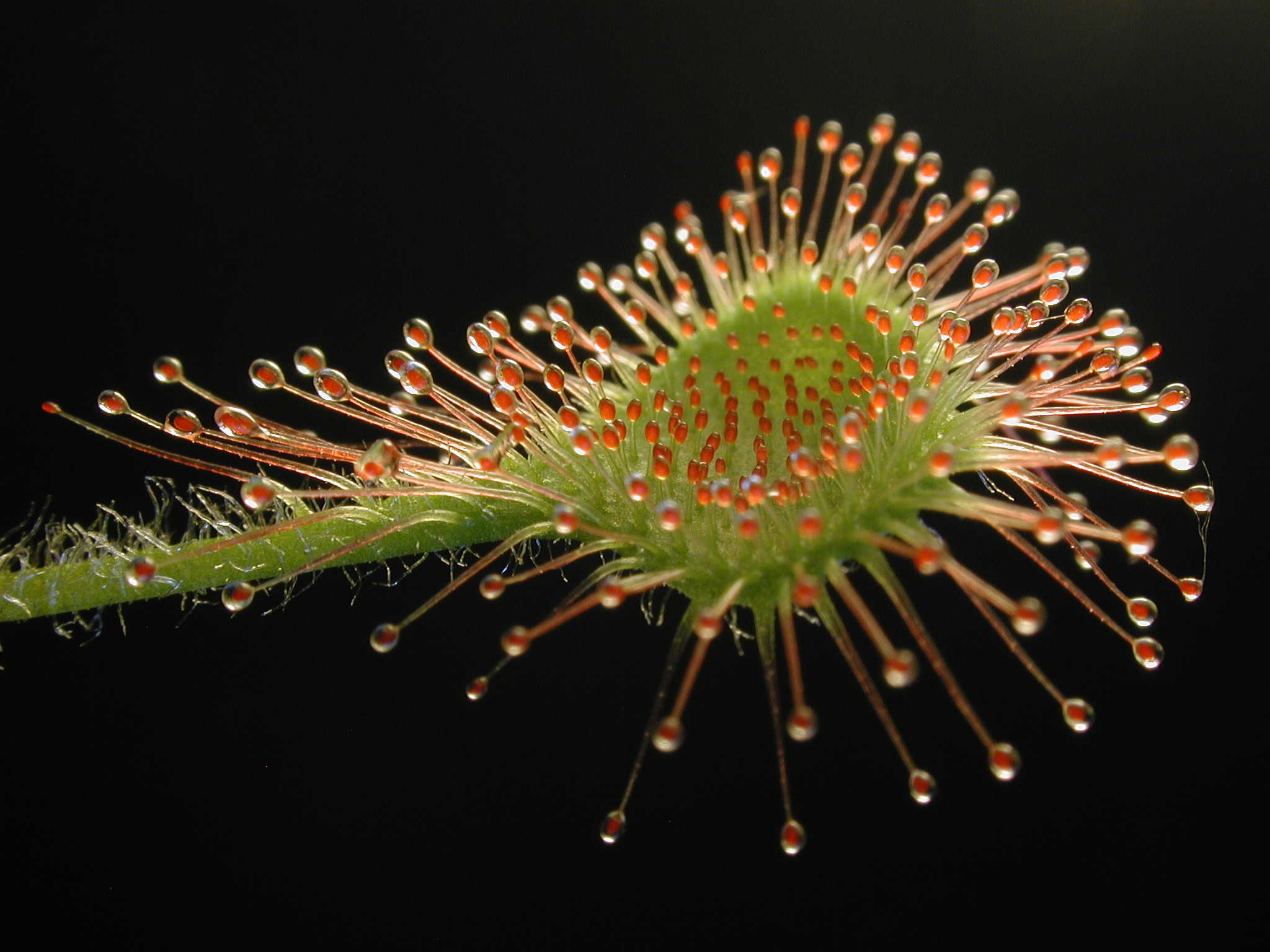
kereklevelű harmatfű